# Volt Europa

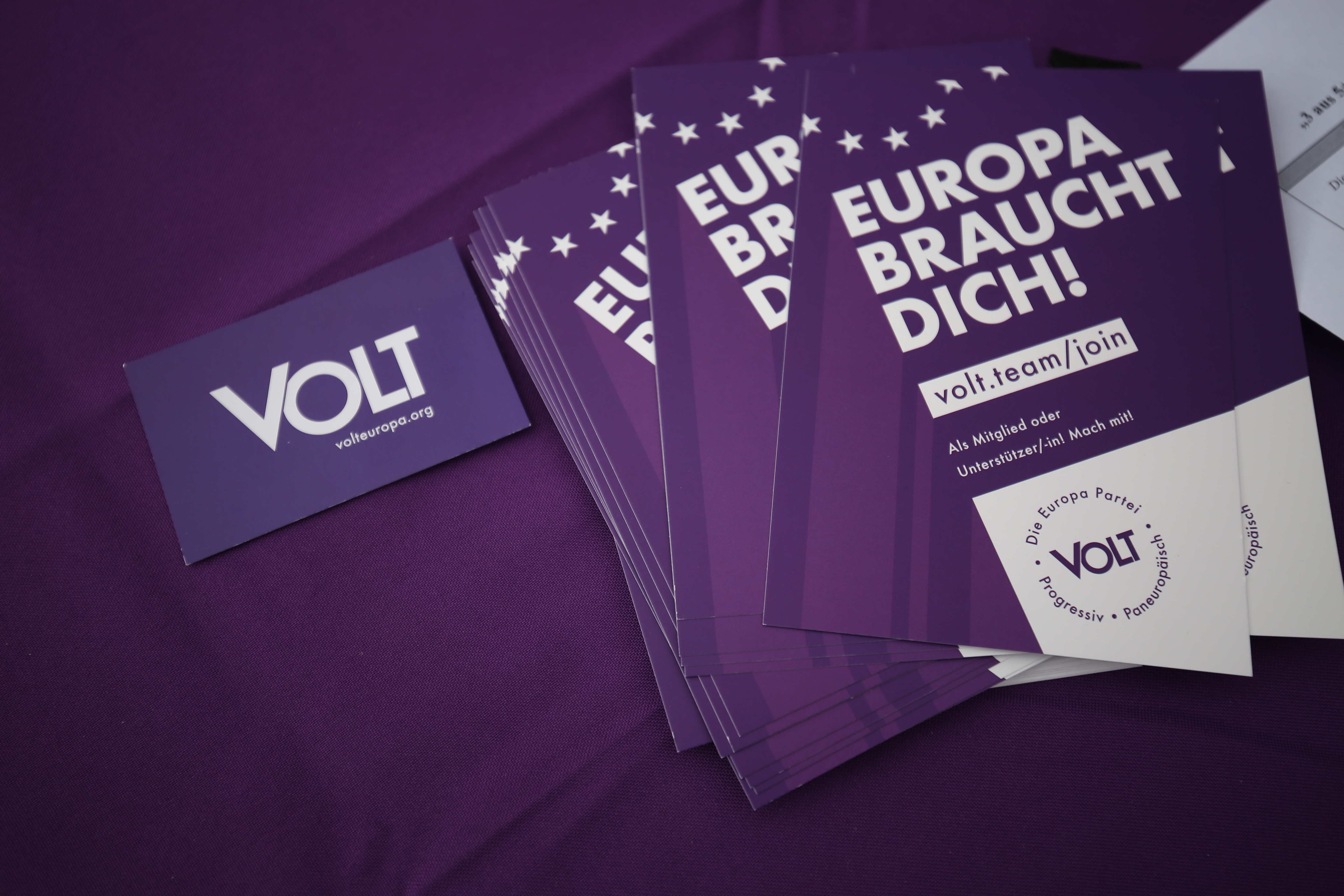
ドイツのボルトによるチラシ

Volt Europa（しばしばVoltと略される）は、親欧州主義及び欧州連合の連邦化を目指す欧州規模の政党（しばしば「運動」と自称する）である。全ての欧州連合加盟国及びいくつかの非加盟国（英国、スイス、ウクライナ等）における同名の支部政党や運動の汎欧州的な国際組織として機能している。
Voltは、2019年5月の欧州議会選挙において、8つの加盟国で共通の汎欧州的なマニフェストを掲げて立候補した。同組織は、気候変動、移民、経済的不平等、国際紛争、テロリズム、技術革命の労働市場への影響など、多くの政策課題について欧州統合によるスープラナショナリズム的な解決を志向している。同党は欧州国家の創設による欧州統合に強く賛成しており、また、軍事的な統合、債務や税の統合、加盟国間の経済的連帯の強化に賛同している。
設立初期には「右でも左でもない」というスローガンを掲げていたが、一般的な欧州の文脈において、中道ないし中道左派とみなされている。各国の国政選挙や地方政治においては、「証拠に基づく政策」と、EU加盟国と地方自治との間のベストプラクティスを掲げている。
Voltは公式には2017年3月29日に設立された。2018年3月には、ドイツのハンブルクで最初の支部政党が設立された。Voltは全ての欧州連合加盟国、アルバニア、スイス、ウクライナ及び英国において支部を設立しており、多くの場合、法的に政党として認められている。

## 歴史
2019年5月に行われた欧州議会選挙では、ドイツで0.7％の得票率で1議席を獲得し、ダミアン・ボーゼレーガーが初の欧州議会議員となった。2021年、Volt Nederlandはオランダ議会に3議席を獲得した。

## 名称
当初は「Vox Europe A.S.B.L.」という名称でルクセンブルクの非営利団体（ASBL）として設立され、スペインの同名の政党（Vox）との混同を避けるため、「Volt Europe」という名称となった。「Volt」は、当初の名称との類似性や、政治に電圧をもたらすという意味から付けられている。また、ラテン文字での表記「Volt」は、ラテン文字を使用する全ての国で理解されるため、汎欧州的な運動の際に、各国語への翻訳を要しない（ラテン文字を使用しないギリシャ、ブルガリア、ウクライナといった国を除く）。
現在は「Volt Europa A.I.S.B.L.」という名称でベルギーの国際非営利団体（AISBL）として登録されている。